# Крылов, Иван Андреевич
Ива́н Андре́евич Крыло́в (2 [13] февраля 1769, Москва — 9 [21] ноября 1844, Санкт-Петербург) — русский писатель, наиболее значимый баснописец в истории русской словесности; журналист, издатель сатирико-просветительских журналов, библиограф

. Действительный член Академии Российской (с 1811), по упразднении последней — ординарный академик Петербургской академии наук (с 1841).

## Детство и юность
Родился 2 (13) февраля 1769 года в Москве, в семье бедного армейского офицера А. П. Крылова. Во время Пугачёвского восстания отец Крылова служил армейским капитаном в Яицкой крепости. Его жену Марию Алексеевну с маленьким сыном Иваном отправили в Оренбург, который, однако, также вскоре был осаждён. Когда в 1774 году Яицкая крепость попала в окружение, её комендант Симонов оробел, и тогда командование принял на себя «капитан Крылов, человек решительный и благоразумный. Он в первую минуту беспорядка принял начальство над гарнизоном и сделал нужные распоряжения». Захватив городок, восставшие так и не смогли взять крепости, отделённой от посада рвом и высоким валом и удерживаемой гарнизоном во главе с капитаном Крыловым. Мать и сын Крыловы были в пугачёвских списках приговорены к повешению, им пришлось скрываться. Этот эпизод отразил со слов Ивана Андреевича А. С. Пушкин в своём труде.
Пугачёв скрежетал. Он поклялся повесить не только Симонова и Крылова, но и всё семейство последнего, находившееся в то время в Оренбурге. Таким образом обречён был смерти и четырёхлетний ребёнок, впоследствии славный Крылов.А. Пушкин, «История Пугачёва»
В осаждённом Оренбурге был голод, продовольствия не хватало даже детям. Это произвело на ребёнка неизгладимое впечатление, которое давало о себе знать всю последующую жизнь. Психологическими последствиями пережитого в раннем детстве (по более поздней терминологии это назвали бы «синдромом блокадника»), вероятно, объясняется широко известная невоздержанность И. А. Крылова в еде, постоянно служившая поводом для шуток современников. Однако воспоминания Ивана Крылова стали одним из документальных источников «Истории пугачёвского бунта» А. С. Пушкина и помогли автору дополнить эпизоды, которые он не смог восстановить по другим источникам.
Проявив мужество во время усмирения пугачёвского бунта, отец Ивана Крылова не получил никаких наград и чинов. После выхода в отставку он поступил на гражданскую службу и переехал с женой и двумя сыновьями, Иваном и Львом, в Тверь. Должность председателя магистрата не приносила большого дохода, семья жила в бедности. Поэтому восьмилетний Иван начал работать подканцеляристом в уездном суде. В 1778 году отец умер, финансовое состояние вдовы с детьми стало ещё более тяжёлым.
Иван освоил грамоту в доме своих тверских благодетелей помещиков Н. и П. Львовых, они позволили мальчику присутствовать на уроках французского языка, которые давались их детям. От отца он перенял большую любовь к чтению, получив в наследство огромный сундук с книгами. Служба подканцеляристом в губернском магистрате Твери, где раньше работал его отец едва позволяла прокормиться семье. Через пять лет вдова с детьми отправилась в Санкт-Петербург, чтобы похлопотать о пенсии и устройстве старшего сына на работу. Иван получил новую должность — был принят приказным служителем в казённую палату.
Молодой Крылов, не получив никакого системного образования, настойчиво занимался самообразованием. Он много читал, самостоятельно научился играть на разных инструментах. В 15-летнем возрасте даже написал небольшую комическую оперу «Кофейница», сочинив для неё остроумные куплеты. Это раннее произведение привлекало ярким, богатым языком — этим юный сочинитель был обязан своей любви толкаться среди простого народа на ярмарках и прочих простонародных увеселениях. «Благодаря» бедности, он не понаслышке был знаком с бытом и нравами простых людей, что в будущем очень пригодилось в творчестве.
Переезд Ивана Крылова в Санкт-Петербург совпал с появлением в городе общедоступного театра. Молодой человек, тянувшийся к искусству, сразу же побывал там, познакомился с некоторыми артистами и с тех пор жил интересами этого театра. А вот серьёзно строить карьеру на новой казённой службе — такая перспектива его ничуть не прельщала. Поэтому 18-летний юноша ушёл в отставку и занялся литературной деятельностью. Поначалу успех на этом поприще ему не сопутствовал. В трагедии «Филомела» (см.), которую он написал, подражая классикам, отмечались некоторые проблески таланта и свободомыслия, но с литературной точки зрения это было не более чем посредственное произведение. Однако останавливаться молодой литератор не собирался — за трагедией последовали несколько комедий: «Бешеная семья», «Проказники», «Сочинитель в прихожей» и другие. И хотя они также не вызвали восторга у читателей и критиков, рост мастерства в сравнении с «Филомелой» всё же был заметен.
Свободно владея французским, Крылов в Петербурге освоил английский, немецкий и итальянский языки. Он прочитывал новинки европейской литературы, интересовался мировой философией, историей, античной словесностью. Позднее он выучил древнегреческий, чтобы переводить Гомера.
Он обладал необычайным математическим даром, прекрасно рисовал и музицировал. Поэт, критик и издатель Пётр Плетнёв вспоминал: «Счастливые способности помогли ему выучиться рисовать и играть на скрипке. Лучшие наши живописцы впоследствии выслушивали суждения его о своих работах с доверенностью и уважением. Как музыкант он в молодые лета славился в столице игрою своею на скрипке и обыкновенно участвовал в дружеских квартетах первых виртуозов». Александра Смирнова-Россет называла эти выступления «праздником наших ушей».

## Первый выход в печать
Первая публикация Ивана Андреевича Крылова датируется декабрём 1786 года: в журнале «Лекарство от скуки и забот», издаваемом Фёдором Туманским, вышла эпиграмма, подписанная «И. Кр». Начиналась она строками:
«Ты здравым хвалишься умом везде бесстыдно,
 Но здравого ума в делах твоих не видно».
Первые басни Ивана Андреевича Крылова появились без подписи на страницах журнала «Утренние часы» в 1788 году. Три произведения, озаглавленные «Стыдливый игрок», «Судьба игроков», «Новопожалованный осёл», были почти не замечены читателями и не получили одобрения критиков. В них было много сарказма, едкости, но пока ещё недостаточно мастерства.

## «Почта духов»
В 1789 году, в типографии И. Г. Рахманинова, образованного и преданного литературному делу человека, Крылов печатает ежемесячный сатирический журнал «Почта духов». Изображение недостатков современного русского общества облечено здесь в фантастическую форму переписки гномов с волшебником Маликульмульком. Сатира «Почты духов» и по идеям, и по степени глубины и рельефности служит прямым продолжением журналов начала 70-х годов (только хлёсткие нападки Крылова на Рифмокрада и Таратору и на дирекцию театров вносят новый личный элемент), но в отношении искусства изображения замечается крупный шаг вперёд. По словам Я. К. Грота, «Козицкий, Новиков, Эмин были только умными наблюдателями; Крылов является уже возникающим художником».
«Почта духов» выходила только с января по август, так как имела всего 80 подписчиков; в 1802 году она вышла вторым изданием.
Его журнальное дело вызвало неудовольствие властей, и императрица предложила Крылову уехать путешествовать за границу за счёт правительства. На что он согласился.

## «Зритель» и «Меркурий»
В 1790 году Крылов написал и напечатал оду на заключение мира со Швецией, произведение слабое, но всё же показывающее в авторе развитого человека и будущего художника слова. 7 декабря того же года Крылов вышел в отставку; в следующем году, основываясь на опыте «Почты духов», основал вместе с поэтом и драматургом А. Клушиным, а также И. Дмитревским и П. Плавильщиковым типографию «Крылов с товарищи». С января 1792 г. начинает печатать в ней журнал «Зритель», с очень широкой программой, но всё же с явной наклонностью к сатире, в особенности в статьях редактора. Наиболее крупные пьесы Крылова в «Зрителе» — «Каиб, восточная повесть», сказка «Ночи», сатирико-публицистические эссе и памфлеты («Похвальная речь в память моему дедушке», «Речь, говорённая повесою в собрании дураков», «Мысли философа по моде»).
«Каиб» и «Похвальная речь в память моему дедушке» укрепили репутацию Крылова как сатирика. Восточного государя Каиба автор славит тем, что «тысячи попугаев говорили в его клетках скоропостижные вирши; многие из сих попугаев были красноречивее его академиков, хотя академия Каибова почиталась первою в свете потому, что ни в какой академии не было такого богатого набора плешивых голов, как у него, и все они читали по толкам, а иногда очень чётко писали к приятелям письмы… Календарь Каибова двора был составлен из одних праздников, и будни были там реже, нежели именины Касьянов». Герой другого сочинения, «дедушка», отличался тысячей таких необходимых дворянину дарований, как умение высечь две тысячи крепостных «в год два-три раза с пользою», «созидать великолепные пиры» в то время, как «на сто вёрст вокруг его деревень нет ни корки хлеба, ни чахотной курицы».
В это время Крылов уже составляет центр литературного кружка, который вступал в полемику с «Московским журналом» Н. М. Карамзина. Главным сотрудником Крылова был А. И. Клушин. «Зритель», имея уже 170 подписчиков, всё-таки тоже был закрыт после 11-го номера, а в 1793 году его сменил «Санкт-Петербургский Меркурий», издаваемый Крыловым и А. И. Клушиным. Так как в это время «Московский журнал» Карамзина прекратил своё существование, редакторы «Меркурия» мечтали распространить его повсеместно и придали своему изданию возможно более литературный и художественный характер. В «Меркурии» помещены всего две сатирические пьесы Крылова — «Похвальная речь науке убивать время» и «Похвальная речь Ермолафиду, говорённая в собрании молодых писателей»; последняя, осмеивая новое направление в литературе (под Ермолафидом, то есть человеком, который несёт ермолафию, или чепуху, подразумевается, как заметил Я. К. Грот, преимущественно Карамзин) служит выражением тогдашних литературных взглядов Крылова. Этот самородок сурово упрекает карамзинистов за недостаточную подготовку, за презрение к правилам и за стремление к простонародности (к лаптям, зипунам и шапкам с заломом): очевидно, годы его журнальной деятельности были для него учебными годами, и эта поздняя наука внесла разлад в его вкусы, послуживший, вероятно, причиной временного прекращения его литературной деятельности. Чаще всего Крылов фигурирует в «Меркурии», как лирик и подражатель более простых и игривых стихотворений Державина, причём он выказывает более ума и трезвости мысли, нежели вдохновения и чувства (особенно в этом отношении характерно «Письмо о пользе желаний», оставшееся впрочем, не напечатанным). «Меркурий» просуществовал всего один год, издание закончилось вызовом в императорский дворец и личной беседой с Екатериной II, которая не стала применять к сатирикам жёстких мер, однако реализовала замысел прекратить опасное издание другим способом: Клушину было предложено полечиться за границей, а Крылову — печатать журнал под крылом правительства, в типографии Императорской Академии наук. Таким образом Крылов лишился партнёра-издателя и собственной типографии, приносившей доход для издания.
В конце 1793 года Крылов уехал из Петербурга; чем он был занят в 1794—1796 годы, известно мало. В 1797 году он встретился в Москве с князем С. Ф. Голицыным и уехал к нему в родовое имение, в село Казацкое на Украине, в качестве учителя детей, секретаря и т. п. В это время Крылов обладал уже широким и разносторонним образованием (он хорошо играл на скрипке, знал итальянский и т. д.), и хотя по-прежнему был слаб в орфографии, оказался способным и полезным преподавателем языка и словесности (см. «Воспоминания» Ф. Ф. Вигеля). Для домашнего спектакля в доме Голицына он написал шуто-трагедию «Трумф» или «Подщипа» (напечатанную сначала за границей в 1859 году, потом в «Русской старине», 1871 г., кн. III), грубоватую, но не лишённую соли и жизненности пародию на классическую драму, и через неё навсегда покончил с собственным стремлением извлекать слёзы зрителей. Меланхолия от сельской жизни была такой, что однажды приезжие дамы его застали у пруда совершенно голым, заросшим бородой и с нестрижеными ногтями.
В 1801 году князь Голицын был назначен рижским генерал-губернатором, и Крылов определился к нему секретарём. В том же или в следующем году он написал пьесу «Пирог» (напеч. в VI т. «Сбор. Акад. Наук»; представлена в 1 раз в Петербурге в 1802 г.), лёгкую комедию интриги, в которой, в лице Ужимы, мимоходом задевает антипатичный ему сентиментализм. Несмотря на дружеские отношения со своим начальником, Крылов 26 сентября (8 октября) 1803 г. вновь вышел в отставку. Что делал он следующие 2 года, мы не знаем; рассказывают, что он вёл большую игру в карты, выиграл один раз очень крупную сумму, разъезжал по ярмаркам и пр. За игру в карты ему одно время было запрещено появляться в обеих столицах.

## Басни
В 1806 году Крылов вернулся в Москву и подружился с баснописцем И. И. Дмитриевым. По его совету он перевёл с французского языка три басни Лафонтена: «Дуб и Трость», «Разборчивая невеста», «Старик и трое молодых». По словам Лобанова, Дмитриев, прочитав их, сказал Крылову: «Это истинный ваш род; наконец, вы нашли его». Крылов всегда любил Лафонтена (или Фонтена, как он называл его) и, по преданию, уже в ранней юности испытывал свои силы в переводах басен, а позднее, может быть, и в переделках их; басни и «пословицы» были в то время в моде. Прекрасный знаток и художник простого языка, всегда любивший облекать свою мысль в пластическую форму аполога, к тому же сильно склонный к насмешке и пессимизму, Крылов действительно был как бы создан для басни, но всё же не сразу остановился на этой форме творчества.
В 1806 году первые три басни были опубликованы в журнале «Московский зритель».
В 1807 году появляются три его пьесы, из которых две, соответствующие сатирическому направлению таланта Крылова, имели большой успех и на сцене: это «Модная лавка» (окончательно обработана ещё в 1806 году и в первый раз представлена в Санкт-Петербурге 27 июля) и «Урок дочкам» (сюжет последней свободно заимствован из пьесы «Смешные жеманницы» Мольера; представлена в первый раз в Петербурге 18 (30) июня 1807 года). Объект сатиры в обеих — один и тот же, в 1807 году вполне современный — страсть российского общества ко всему французскому. В первой комедии французомания связана с распутством, во второй — доведена до геркулесовых столпов глупости. По живости и силе диалога обе комедии представляют значительный шаг вперёд, но характеров нет по-прежнему. Третья пьеса Крылова, «Илья Богатырь, волшебная опера», написана по заказу А. Л. Нарышкина, директора театров, поставлена в первый раз 31 декабря 1806 (12 января 1807). Несмотря на массу чепухи, свойственной феериям, она представляет несколько сильных сатирических черт и любопытна как дань юному романтизму, принесённая таким крайне неромантическим умом.
Неизвестно, к какому времени относится неоконченная (в ней всего полтора действия, и герой ещё не появлялся на сцену) комедия Крылова в стихах: «Лентяй» (напечатана в VI т. «Сборника Академии Наук»), но она любопытна, как попытка создать комедию характера и в то же время слить её с комедией нравов, так как недостаток, изображаемый в ней с крайней резкостью, имел свои основы в условиях жизни русского дворянства той и позднейшей эпохи.

Герой Лентул
любит лежебочить;
Зато ни в чём другом нельзя его порочить:
Не зол, не сварлив он, отдать последне рад
И если бы не лень, в мужьях он был бы клад;
Приветлив и учтив, при том и не невежа,
Рад сделать всё добро, да только бы лишь лежа.
В этих немногих стихах мы имеем талантливый набросок того, что позднее было развито в Тентетникове и Обломове. Без сомнения, Крылов и в самом себе находил порядочную дозу этой слабости и, как многие истинные художники, именно потому и задался целью изобразить её с возможной силой и глубиной; но всецело отождествлять его с его героем было бы крайне несправедливо: Крылов — сильный и энергичный человек, когда это необходимо, и его лень, его любовь к покою властвовали над ним, так сказать, только с его согласия. Успех его пьес был большой; в 1807 г. современники считали его известным драматургом и ставили рядом с Александром Шаховским (см. «Дневник чиновника» Степана Жихарева); пьесы его повторялись очень часто; «Модная Лавка» шла и во дворце, на половине императрицы Марии Фёдоровны (см. Арапов, «Летопись русского театра»). Несмотря на это, Крылов решился покинуть театр и последовать совету И. И. Дмитриева. В 1808 году Крылов, снова поступивший на службу (в монетном департаменте), печатает в «Драматическом Вестнике» 17 басен и между ними несколько («Оракул», «Слон на воеводстве», «Слон и Моська» и др.) вполне оригинальных.

### Издания
В 1809 году Крылов выпускает первое отдельное издание своих басен, и этой книжечкой, куда вошло 23 произведения этого жанра, завоёвывает себе видное и почётное место в русской литературе, а благодаря последующим изданиям басен становится писателем в такой степени национальным, каким до тех пор не был никто другой. С этого времени жизнь его — ряд непрерывных успехов и почестей. По мнению огромного большинства его современников, вполне заслуженных.
Сборники басен Крылова, в которых тексты постоянно пополнялись и совершенствовались, печатались возраставшими тиражами: три тысячи, шесть, десять тысяч экземпляров… Книги стали сопровождаться иллюстрациями лучших художников. Крупнейший издатель и книготорговец Смирдин предложил Крылову беспрецедентный в то время исключительный десятилетний контракт на единоличное право издавать его басни, заплатив баснописцу огромную сумму. Смирдин тоже получил на этой сделке барыш, выпустив за оговорённый срок сорок тысяч экземпляров басен. После этого Крылов самостоятельно выпустил 12-тысячный тираж своей книги, который успешно разошёлся.

### Признание государства
В 1810 году он поступает помощником библиотекаря в Императорскую публичную библиотеку, под начальство своего прежнего начальника и покровителя А. Н. Оленина; тогда же ему назначается пенсия в 1500 рублей в год, которая впоследствии (28 марта (9 апреля) 1820 г.), «во уважение отличных дарований в российской словесности», удваивается, а ещё позднее (26 февраля (10 марта) 1834 г.) увеличивается вчетверо, причём он повышается в чинах и в должности (с 23 марта (4 апреля) 1816 г. он назначен библиотекарем). При выходе в отставку (1 (13) марта 1841 г.) ему, «не в пример другим», назначается в пенсию полное его содержание по библиотеке, так что всего он получает 11 700 руб. асс. в год.
Уважаемым членом «Беседы любителей русской словесности» Крылов является с самого её основания. 16 декабря 1811 года он избран членом Российской Академии, 14 (26) января 1823 года получил от неё золотую медаль за литературные заслуги, а при преобразовании Российской Академии в отделение русского языка и словесности академии наук (1841) был утверждён ординарным академиком (по преданию, император Николай I согласился на преобразования с условием, «чтобы Крылов был первым академиком»). 2 (14) февраля 1838 года в Петербурге праздновался 50-летний юбилей его литературной деятельности с такою торжественностью и вместе с тем с такою теплотой и задушевностью, что подобного литературного торжества нельзя указать раньше так называемого Пушкинского праздника в Москве. Императрица приказала открыть для поваров свои оранжереи, чтобы они могли взять всё, что будет необходимо, купцы наперебой предлагали свои лавки, а многие просто посылали корзины с продуктами. О застольях Крылова и до этого праздника ходили легенды: тучный писатель был известен неуёмным аппетитом, даже обжорством, и пристрастием к простой русской пище. Среди участников того празднества были не только коллеги по словесности, но и крупные сановники, министры. В честь юбиляра была отчеканена памятная медаль с надписью: «2 февраля 1838 года. И. А. Крылову в воспоминание пятидесятилетия литературных его трудов от любителей русской словесности». Император Николай I удостоил баснописца ордена Св. Станислава II степени.
В год Отечественной войны 1812 года Крылов становится политическим писателем, именно того направления, которого держалось большинство русского общества. Современники вспоминали, что после победы русской армии над Наполеоном под селом Красным Кутузов прочитал перед офицерами крыловскую басню «Волк на псарне», указав при словах «Ты сер, а я, приятель, сед, И Волчью вашу я давно натуру знаю» на свою убелённую сединой голову.
Также ясно политическая идея просматривалась и в баснях двух последующих лет: «Щука и Кот» (1813) и «Лебедь, Щука и Рак» (1814; она имеет в виду не Венский конгресс, за полгода до открытия которого она написана, а выражает недовольство русского общества действиями союзников Александра I). В 1814 году Крылов написал 24 басни, все до одной оригинальные, и неоднократно читал их при дворе, в кружке императрицы Марии Фёдоровны. По вычислению Галахова, на последние 25 лет деятельности Крылова падает только 68 басен, тогда как на первые двенадцать — 140.

### Переводы басен
Первым зарубежным изданием басен И. А. Крылова стал опубликованный графом Григорием Орловым в Париже в 1825 году иллюстрированный сборник в двух томах на русском, французском и итальянском языках, куда вошло 89 басен в переводах французских литераторов.
Первым переводчиком Крылова на азербайджанский язык был Аббас-Кули-Ага Бакиханов, ещё при жизни автора в 30-е годы XIX века переведшего басню «Осёл и Соловей». На армянский язык первый перевод был сделан в 1849 году, на грузинский — в 1860-м. Свыше шестидесяти басен Крылова в 80-х годах XIX века перевёл на азербайджанский язык Гасаналиага хан Карадагский.
На казахский язык басни переводили Ибрай Алтынсарин, Абай Кунанбаев, Ахмет Байтурсынов и Спандияр Кобеев, на узбекский язык — Самиг Абдукаххар.

## Личная жизнь
В 1791 году в возрасте 22 лет Иван Крылов полюбил дочь священника из Брянского уезда Анну. Девушка ответила ему взаимностью. Однако родные Анны воспротивились этому браку. Они были в дальнем родстве с М. В. Ломоносовым и к тому же состоятельны и поэтому выдать замуж дочь за бедного поэта отказались. Анна так тосковала, что родители, в конце концов, согласились выдать её замуж за Ивана Крылова, о чём написали ему в Санкт-Петербург. Крылов ответил, что у него нет денег, чтобы приехать в Брянск, и попросил привезти Анну к нему. Родные девушки были оскорблены ответом, и брак не состоялся.
Иван Крылов не был женат. Официально у него не было детей. Современники баснописца утверждали, что у Крылова была гражданская жена — его кухарка Феня. Жениться на ней Крылов не мог, так как общество бы его осудило. Феня родила девочку Сашу, которую считают внебрачной дочерью Крылова. О том, что это может быть правдой, говорит тот факт, что после смерти Фени Александра осталась жить у Крылова, а позже отдана была им в обучение в пансион за его счёт. После замужества Александры И. А. Крылов дал за ней большое приданое, а после с удовольствием нянчил её детей. Перед смертью поэт переписал всё своё имущество на имя её мужа.

## Смерть и погребение
Скончался Иван Андреевич Крылов 9 (21) ноября 1844 года. Похоронен 13 (25) ноября 1844 года на Тихвинском кладбище Александро-Невской лавры (Главная дорожка). В день похорон друзья и знакомые Крылова вместе с приглашением получили по экземпляру изданных им басен, на заглавном листе которых под траурною каймою было напечатано: «Приношение на память об Иване Андреевиче, по его желанию». Похороны были пышными. Граф Орлов, один из первых людей в государстве, отстранил одного из студентов и сам нёс гроб до дрог.
Многие ошибочно считали, что Крылов умер от заворота кишок вследствие переедания. Однако на самом деле причиной его смерти было двустороннее воспаление лёгких.

## Признание и адаптации
- Крылов имел чин статского советника, состоял действительным членом Императорской Российской академии (с 1811), ординарным академиком Императорской Академии наук по Отделению Русского языка и словесности (с 1841).

### Увековечение имени
- В 1848 году Императорская Академия художеств объявила конкурс на лучший проект монумента баснописцу. Через 1,5 года, после рассмотрения десятков предоставленных вариантов, комиссия выбрала работу скульптора П. К. Клодта. Мастер работал над памятником более пяти лет. Образ Крылова получился живым, выразительным. Мемориал установили в Санкт-Петербурге, в Летнем саду в 1855 году.

- В 1959 году памятник Крылову, работы скульпторов С. Д. Шапошникова, Д. В. Горлова и архитектора Н. В. Донских, был открыт в Твери в сквере Крылова.
- В 1976 году памятник Крылову установлен в Москве, в сквере на Патриарших прудах. Увековечены как сам Крылов, так и герои его басен.
- В 2019 году на центральной улице Климова в городе Троицке установлен скульптурный ансамбль, где представлены сам баснописец и герои его знаменитых басен. Работа выполнена мастерами Каслинского завода, известного художественным литьём из чугуна[20].
- В городе Тейково Ивановской области на Фрунзенской улице установлен памятник И. А. Крылову (скульптор — Наталия Куликова)[21].
- В Санкт-Петербурге, Ярославле и Омске есть детские библиотеки имени И. А. Крылова.
- Улицы и переулки имени Крылова есть в десятках городов России и стран бывшего СССР.
- В честь И. А. Крылова названа гора в Антарктиде (гора Крылова, Земля Королевы Мод, 72° ю.ш. 5°56′ в.д., открыта и нанесена на карту в 1961 г., название присвоено не позже 1965 г.)[22].

### В музыке
Басни И. А. Крылова положены на музыку, например, А. Г. Рубинштейном — басни «Кукушка и Орёл», «Осёл и Соловей», «Стрекоза и Муравей», «Квартет». А также — Ю. М. Касьяником: вокальный цикл для баса и фортепиано (1974) «Басни Крылова» («Ворона и Лисица», «Прохожие и Собаки», «Осёл и Соловей», «Две Бочки», «Троеженец»).

### В кинематографе
- «Загадка Крылова» — научно-популярный фильм режиссёра Б. Шрейбера, «Леннаучфильм» (1968)[24].

Экранизации произведений
- «Разборчивая невеста». Товарищество «Варяг», 1911. Сценарист и режиссёр: М. Новиков.
- «Стрекоза и муравей (мультфильм, 1913)». Киносказка. Акционерное общество «А. Ханжонков», 1913. Сценарист, режиссёр, оператор и художник: В. Старевич.
- «Стрекоза и муравей (мультфильм, 1961)». Киносказка производства «Союзмультфильм».

## В нумизматике и филателии
- Памятная монета Банка России, посвящённая 225-летию со дня рождения И. А. Крылова. 2 рубля, серебро, 1994 г.
- Почтовая марка СССР, 1944 год. Серия «100-летие со дня смерти баснописца И. А. Крылова» светло-синяя
- Почтовая марка СССР, 1944 год. Серия «100-летие со дня смерти баснописца И. А. Крылова» коричневая
- Почтовая марка СССР, 1969 год. Серия «200-летие со дня рождения баснописца И. А. Крылова»

## Значение в литературе
Высокого положения в литературе Крылов достиг не сразу; Жуковский, в своей статье «О басне и баснях Крылова», написанной по поводу изд. 1809 г., ещё сравнивает его с И. И. Дмитриевым, не всегда к его выгоде, указывает в его языке «погрешности», «выражения противные вкусу, грубые» и с явным колебанием «позволяет себе» поднимать его кое-где до Лафонтена, как «искусного переводчика» царя баснописцев. Крылов и не мог быть в особой претензии на этот приговор, так как из 27 басен, написанных им до тех пор, в 17 он, действительно, «занял у Лафонтена и вымысел, и рассказ»; на этих переводах Крылов, так сказать, набивал себе руку, оттачивал оружие для своей сатиры. Уже в 1811 году он выступает с длинным рядом совершенно самостоятельных (из 18 басен 1811 года документально заимствованных только 3) и часто поразительно смелых пьес, каковы «Гуси», «Листы и Корни», «Квартет», «Совет мышей» и пр. Вся лучшая часть читающей публики тогда же признала в Крылове огромный и вполне самостоятельный талант; собрание его «Новых басен» стало во многих домах любимой книгой, и злостные нападки Каченовского («Вестн. Европы» 1812 г., № 4) гораздо более повредили критику, чем поэту.

Литературовед А. Румянцев подметил, что, работая всего пару десятилетий после Тредиаковского и Державина, Крылов внёс в литературу новый, понятный и сегодняшнему читателю язык, язык XIX века. По поводу заимствования античных и западноевропейских сюжетов Румянцев сказал, что бродячие сюжеты хорошо известны в мировой литературе, и их интерпретация под пером национального поэта приобретает оригинальные краски, делающие такие произведения истинно народными, самобытными.
«Он не просто изменил язык русской поэзии, он дал ей широту, вывел её из литературных салонов, обществ любителей словесности, университетских кружков на российский простор, вместивший скудные крестьянские поля, курные избы, тележные просёлки, почтовые и ямщицкие тракты, губернские и уездные города. Право голоса вдруг получила простонародная Россия, ранее только сочинявшая как бы втайне и передававшая из поколения в поколение изустно сказки, былины, песни, легенды. В баснях Крылова нашёл прибежище не только язык этих народных творений, но и сокровенные чувствования, мысли и надежды простого люда, его оценки событий — государственных и частных, общественных и бытовых, его нравственные постулаты, его укоренённый в веках взгляд на всё и вся». А. Румянцев. «Насмешливый мудрец»
Знание языка Крылов черпал в гуще народа, начиная с отроческих лет. Как вспоминали земляки, ещё в Твери он «посещал с особенным удовольствием народные сборища, торговые площади, качели и кулачные бои, где толкался между пёстрою толпою, прислушиваясь с жадностью к речам простолюдинов. Нередко сиживал он по целым часам на берегу Волги, против платомоек, и, когда возвращался к своим товарищам, передавал им забавные анекдоты и поговорки, которые уловил из уст словоохотливых прачек, сходившихся на реку с разных концов города…». Второе плотное соприкосновение с народной жизнью произошло в годы службы в имении графа Голицына, когда он больше любил бывать на сельских праздниках и в трактирах, нежели на светских раутах.
«Разнообразие предметов, до которых он касается, выбор точек зрения, где становится как живописец, изумительная смелость, с какою он преследует бичом своим самые раздражительные сословия, и в то же время характеристическая, никогда не покидавшая его ирония, резкая, глубокая, умная и верная, — всё и теперь ещё, по истечении с лишком полустолетия, несомненно свидетельствует, что перед вами группы, постановка, краски и выразительность гениального сатирика. Крылов этим одним опытом юмористической прозы своей доказал, что, навсегда ограничившись впоследствии баснями, он опрометчиво сошёл с поприща счастливейших нравописателей. Тут он и языком русским далеко опередил современников…». П. Плетнёв
«Иностранец… изучивший басни Крылова, будет иметь более ясное представление о русском национальном характере, чем если прочитает множество сочинений, трактующих об этом предмете…», — отметил Иван Тургенев. Басни Крылова завоевали всенародную любовь: их цитировали, выучивали наизусть люди разных сословий.
«Басни… читают и литератор, и купец, и светский человек, и дама, и горничная, и дети… …ни один француз не осмелится кого бы то ни было поставить выше Лафонтена, но мы, кажется, можем предпочитать ему Крылова. Оба они вечно останутся любимцами своих единоземцев. Некто справедливо заметил, что простодушие… есть врождённое свойство французского народа; напротив того, отличительная черта в наших нравах есть какое-то весёлое лукавство ума, насмешливость и живописный способ выражаться: Лафонтен и Крылов представители духа обоих народов». А. С. Пушкин.

## Сочинения
Более всего Крылов известен как автор 236 басен, собранных в девять прижизненных сборников (выходили с 1809 по 1843 г.). Наряду с оригинальными эта часть творческого наследия Крылова составлена переработанными сюжетами басен Лафонтена (который, в свою очередь, заимствовал их у Эзопа, Федра и Бабрия). Многие выражения из басен Крылова стали крылатыми.

### Басни
- Алкид
- Апеллес и ослёнок
- Бедный богач
- Безбожники
- Белка (известны две басни про белку)
- Богач и Поэт
- Бочка
- Бритвы
- Булат
- Булыжник и Алмаз
- Бумажный змей
- Василёк
- Вельможа
- Вельможа и Поэт
- Вельможа и Философ
- Водолазы
- Водопад и Ручей
- Волк и Волчонок
- Волк и Журавль
- Волк и Кот
- Волк и Кукушка
- Волк и Лисица
- Волк и Мышонок
- Волк и Пастухи
- Волк и Ягнёнок
- Волк на псарне
- Волки и Овцы
- Ворона
- Ворона и Курица
- Ворона и Лисица
- Воронёнок
- Воспитание Льва
- Голик
- Госпожа и две Служанки
- Гребень
- Гуси
- Два голубя
- Два Мальчика
- Два Мужика
- Две бочки
- Две Собаки
- Демьянова уха
- Дерево
- Дикие Козы
- Дуб и трость
- Заяц на ловле
- Зеркало и Обезьяна
- Змея
- Змея и Овца
- Камень и Червяк
- Квартет
- Клеветник и Змея
- Колос
- Комар и Пастух
- Конь и Всадник
- Кот и Повар
- Котёл и Горшок
- Котёнок и Скворец
- Кошка и Соловей
- Крестьяне и Река
- Крестьянин в беде
- Крестьянин и Змея
- Крестьянин и Лисица
- Крестьянин и Лошадь
- Крестьянин и Овца
- Крестьянин и Работник
- Крестьянин и Разбойник
- Крестьянин и Собака
- Крестьянин и Смерть
- Крестьянин и Топор
- Кукушка и Горлинка
- Кукушка и Петух
- Кукушка и Орёл
- Купец
- Лань и Дервиш
- Ларчик
- Лебедь, Щука и Рак
- Лев
- Лев и Барс
- Лев и Волк
- Лев и Комар
- Лев и Лисица
- Лев и Мышь
- Лев и Человек
- Лев на ловле
- Лев состарившийся
- Лев, Серна и Лиса
- Лещи
- Лиса
- Лиса-строитель
- Лисица и Виноград
- Лисица и Куры
- Лисица и осёл
- Лисица и Сурок
- Листы и Корни
- Лжец
- Любопытный
- Лягушка и Вол
- Лягушка и Юпитер
- Лягушки, просящие царя
- Мальчик и Змея
- Мальчик и Червяк
- Мартышка и очки
- Медведь в сетях
- Медведь у Пчёл
- Мельник
- Механик
- Мешок
- Мирская сходка
- Мирон
- Мор Зверей
- Мот и Ласточка
- Музыканты
- Муравей
- Муха и дорожные
- Муха и Пчела
- Мыши
- Мышь и Крыса
- Обед у медведя
- Обезьяна
- Обезьяны
- Обоз
- Овцы и Собаки
- Огородник и Философ
- Оракул
- Орёл и Крот
- Орёл и Куры
- Орёл и Паук
- Орёл и Пчела
- Осёл
- Осёл и Заяц
- Осёл и Мужик
- Осёл и Соловей
- Откупщик и Сапожник
- Охотник
- Павлин и соловей
- Парнас
- Пастух
- Пастух и море
- Паук и Пчела
- Петух и Жемчужное зерно
- Пёстрые овцы
- Пловец и Море
- Плотичка
- Подагра и Паук
- Пожар и Алмаз
- Похороны
- Прихожанин
- Прохожие и Собаки
- Пруд и Река
- Пустынник и Медведь
- Пушки и Паруса
- Пчела и Мухи
- Разборчивая невеста
- Раздел
- Роща и огонь
- Ручей
- Рыбья пляска
- Рыцарь
- Свинья
- Свинья под Дубом
- Синица
- Скворец
- Скупой
- Скупой и Курица
- Слон в случае
- Слон и Моська
- Слон на воеводстве
- Собака и Лошадь
- Собака, Человек, Кошка и Сокол
- Собачья дружба
- Совет Мышей
- Сокол и Червяк
- Соловьи
- Сочинитель и разбойник
- Старик и трое молодых
- Стрекоза и Муравей
- Тень и Человек
- Троежёнец
- Тришкин кафтан
- Трудолюбивый Медведь
- Туча
- Филин и Осёл
- Фортуна и Нищий
- Хмель
- Хозяин и Мыши
- Цветы
- Червонец
- Чиж и Ёж
- Чиж и Голубь
- Щука и Кот
- Щука и мышонок
- Щука
- Ягнёнок

### Пьесы
- 1783 — «Кофейница» (опубл. 1869, либретто комической оперы)
- 1786 — «Бешеная семья» (комедия)
- 1786—1788 — «Сочинитель в прихожей» (опубл. 1794, комедия)
- 1786—1788 — «Проказники» (опубл. 1793, комедия)
- 1786—1788 — «Филомела» (опубл. 1793, трагедия)
- 1788 — «Американцы» (комедия, совместно с А. И. Клушиным) и либретто для одноимённой оперы Е. И. Фомина
- 1798—1800 — «Трумф» («Подщипа»; опубл. 1859; распространялась в рукописных списках)
- 1801 — «Пирог» (опубл. 1869, комедия)
- 1806 — «Модная лавка» (комедия)
- 1807 — «Урок дочкам» (комедия)
- 1807 — «Илья-богатырь» (комедия)

### Другое
- 1792 — «Каиб» (сатирическая повесть)
- 1792 — «Ночи» (сатирическая повесть; незаконченно)